# جاكلين شتاينر
جاكلين شتاينر (بالإنجليزية: Jacqueline Steiner)‏ هي كاتبة غنائية أمريكية، ولدت في 11 سبتمبر 1924، وتوفيت في 25 يناير 2019.

## وصلات خارجية
- جاكلين شتاينر على موقع ميوزك برينز (الإنجليزية)
- جاكلين شتاينر على موقع ميوزك برينز (الإنجليزية)
- جاكلين شتاينر على موقع ديسكوغز (الإنجليزية)